# Himno Nacional de El Salvador

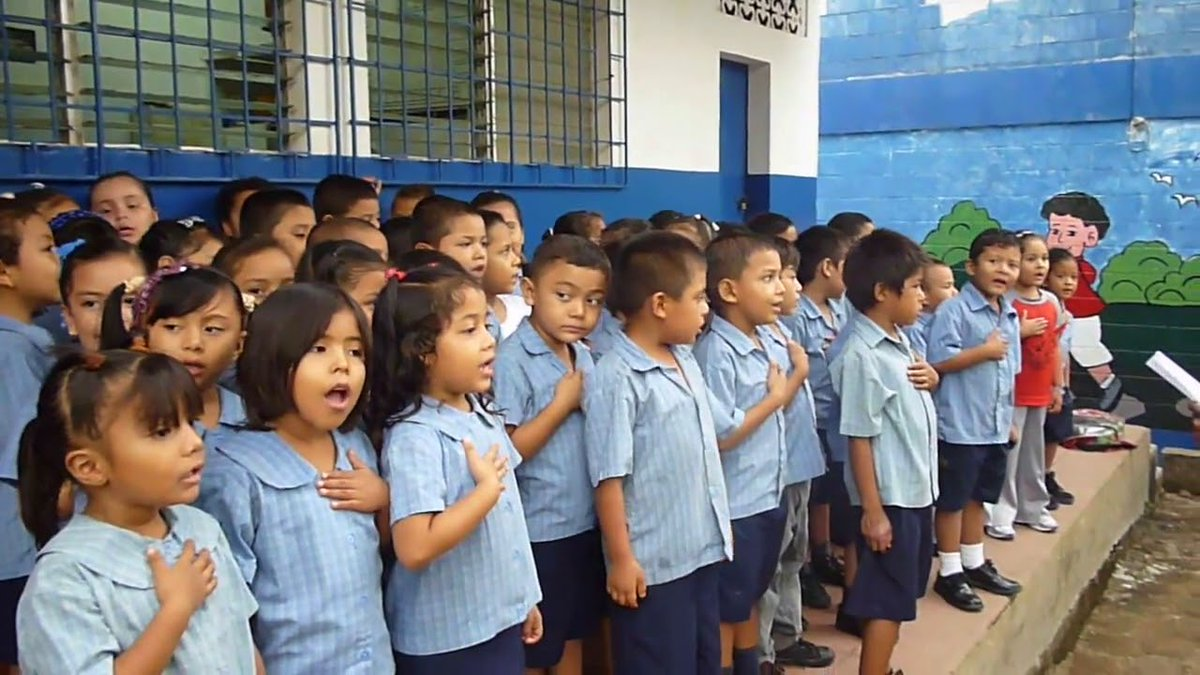
Escuela pública de El Salvador. En 1992, una reforma aprobada al Artículo 15 de la Ley de Símbolos Patrios de 1972, establece que la ejecución pública del Himno Nacional de El Salvador debe iniciar con el coro y finalizar con la primera estrofa.

El Himno Nacional de El Salvador fue compuesto por el general salvadoreño Juan José Cañas y el músico italiano Juan Aberle, el cual fue estrenado formalmente el 15 de septiembre de 1879, para ser adoptado legalmente por la Asamblea Legislativa como himno nacional de la República de El Salvador el 13 de noviembre de 1953.
A iniciativa del doctor Francisco Dueñas, quien por ese entonces era el Presidente de la República, fue compuesto el primer Himno Nacional de El Salvador en 1866 por el doctor cubano Tomás M. Muñoz, quien escribió la letra, y por el músico salvadoreño Rafael Orozco, a quien se le debe la música del mismo. Dicho himno nacional fue adoptado legalmente mediante Acuerdo Ejecutivo del 8 de octubre de 1866, publicado en el periódico estatal El Constitucional N.º 51, Tomo N.º 2, del 11 de octubre de 1866, para ser estrenado oficialmente el 24 de enero de 1867. Este himno nacional fue cantado hasta el derrocamiento del doctor Dueñas mediante un Golpe de Estado ocurrido en 1871. Posteriormente, por iniciativa del entonces Presidente de la República, doctor Rafael Zaldívar, en 1879 sería compuesto el actual Himno Nacional de El Salvador a cargo de Cañas y Aberle como los autores de su letra y música, respectivamente.
Por medio del Acuerdo Ejecutivo del 3 de junio de 1891, publicado en el Diario Oficial N.º 128, Tomo N.º 30, del 3 de junio de 1891, y siendo entonces Presidente de la República el general Carlos Ezeta, fue adoptado legalmente, a iniciativa de este jefe de Estado, un nuevo himno nacional que fue conocido con el nombre oficial de “El Salvador Libre”, el cual fue dedicado al Ejército Salvadoreño. La composición de la letra y música de este himno nacional, que de manera previa fue estrenado oficialmente el 2 de mayo de 1891, estuvo a cargo del artista italiano Césare Georgi Vélez.
El general Ezeta fue derrocado mediante un Golpe de Estado ejecutado en 1894, y a partir de su caída, volvió a cantarse nuevamente el himno nacional compuesto por Cañas y Aberle en 1879, aunque este último carecía de reconocimiento oficial. Esta situación fue solventada mediante Decreto Legislativo N.º 1231, del 13 de noviembre de 1953, publicado en el Diario Oficial N.º 226, Tomo N.º 161, del 11 de diciembre de 1953, por medio del cual, la Asamblea Legislativa, a petición de la Academia Salvadoreña de la Historia, reconoció oficialmente como Himno Nacional de El Salvador al que fue compuesto por Cañas y Aberle y estrenado solemnemente el 15 de septiembre de 1879 en la explanada del antiguo Palacio Nacional de El Salvador, a cuya ceremonia cívica asistieron los miembros del gabinete presidencial de esa época.
El Himno Nacional de El Salvador está compuesto por un coro y tres estrofas, aunque desde hace muchos años ya no se cantan las dos últimas de ellas. Sin embargo, esta costumbre sólo obtendría reconocimiento oficial mediante Decreto Legislativo N.º 342, del 7 de octubre de 1992, publicado en el Diario Oficial N.º 223, Tomo N.º 317, del 3 de diciembre de 1992, por medio del cual la Asamblea Legislativa decidió reformar el artículo 15 de la Ley de Símbolos Patrios, vigente desde 1972, en donde se establece que la ejecución del himno nacional debe iniciar con el coro y finalizar con la primera estrofa. No obstante ello, se ha vuelto muy común sólo cantar el coro nada más, que se repite, ya que es la parte musical más fuerte del himno nacional.
El acto oficial en el que fue cantado por primera vez el actual Himno Nacional de El Salvador, cuya celebración tuvo lugar en la capital salvadoreña, fue descrito en los siguientes términos por la edición del Diario Oficial correspondiente al 17 de septiembre de 1879:

En seguida, y en el espacioso patio del Palacio, se cantó por toda la juventud de los Colegios y escuelas de esta Capital el hermoso himno patriótico compuesto por los señores D. Juan J. Cañas y D. Juan Aberle, artistas ambos de notable mérito, el primero de la letra del himno, y el segundo de la música.
Dicho himno compuesto para el 15 de Setiembre [sic] se estrenó con acompañamiento de la banda militar y mereció la aprobación general.
Publicado en el Diario Oficial del 17 de septiembre de 1879, Tomo 7, Número 218, Página 1295.

## Letra del Himno Nacional de El Salvador
CORO:

Saludemos la patria orgullosos

De hijos suyos podernos llamar;

Y juremos la vida animosos,

Sin descanso a su bien consagrar.

PRIMERA ESTROFA.

De la paz en la dicha suprema,

Siempre noble soñó El Salvador;

Fue obtenerla su eterno problema,

Conservarla es su gloria mayor.

Y con fe inquebrantable el camino

Del progreso se afana en seguir

Por llenar su grandioso destino,

Conquistarse un feliz porvenir.

Le protege una férrea barrera

Contra el choque de ruin deslealtad,

Desde el día que en su alta bandera

Con su sangre escribió: ¡LIBERTAD!

SEGUNDA ESTROFA.

Libertad es su dogma, es su guía

Que mil veces logró defender;

Y otras tantas, de audaz tiranía

Rechazar el odioso poder.

Dolorosa y sangrienta es su historia,

Pero excelsa y brillante a la vez;

Manantial de legítima gloria,

Gran lección de espartana altivez.

No desmaya en su innata bravura,

En cada hombre hay un héroe inmortal

Que sabrá mantenerse a la altura

De su antiguo valor proverbial.

TERCERA ESTROFA.

Todos son abnegados, y fieles

Al prestigio del bélico ardor

Con que siempre segaron laureles

De la patria salvando el honor.

Respetar los derechos extraños

Y apoyarse en la recta razón

Es para ella, sin torpes amaños

Su invariable, más firme ambición.

Y en seguir esta línea se aferra

Dedicando su esfuerzo tenaz,

En hacer cruda guerra a la guerra:

Su ventura se encuentra en la paz.

## Versión en Idioma Nahuat
El 1 de septiembre de 2009, durante la inauguración del mes cívico en Suchitoto, Cuscatlán, el Himno Nacional fue interpretado en Náhuat por el Coro del Centro Escolar "Doctor Mario Calvo Marroquín" de Izalco, Sonsonate.

 TAKWIKALIS TUTAL

(Canto a nuestra tierra)

 Coro 

Tajpalulikan ka tupal ne tal

Ipijpilawan tiwelit tukaytiyat

Wan kitalikan ne tiyultiwit

Te musewiyat pal welit tikpiyate.

(Bis)

Timunekit pal tiwelit tinemit

Sejsenpatimikwit ne

Takushkatan palkwi

Ka kipiak ka te akaj kinekik

Ka kichiwki achta nemit achtu nemi.

Wan tay inak te mukwepki tik ne ujti

Pal kipiate keman musewi musewij

Kiputzawase ipal ya nemi

Kipalewki se ketzal tet.

Kitat munami kaj te muneki

Keman ne tunal ku tik ne ajku panti

Wan yesyu tawawasuj tamakichti

Tawawasuj tamakisht

Tawawasuj tamakichti ne piftytiyu

Tawawasuj tamakichti

Tawawasuj tamakichti